# شب کریسمس
شب کریسمس (انگلیسی: Christmas Eve) جشن و مراسمی است که هر سال در غروب روز ۲۴ دسامبر برگزار می‌شود. این مراسم از جشن‌های عمده و مهم مسیحیت غربی و جهان غرب است. مراسم روز کریسمس نیز مانند بسیاری از روزهای عبادی دیگر، از شب قبل با نواختن ناقوس کلیساها آغاز می‌گردد.

## مراسم
از عمده مراسم این شب که بین کلیسای کاتولیک و آنگلیکان‌ها مشترک است، اجرای قربانی مقدس است که کمی قبل از نیمه شب در کلیساها شروع می‌شود و تولد مسیح را جشن می‌گیرند. مراسم لوتریان‌ها بیشتر شبیه عشای ربانی است و با روشن کردن شمع و اجرای گروه کر و نواختن ارگ همراه است.